# Altiero Spinelli
Altiero Spinelli (n. 31 august 1907 - d. 23 mai 1986) a fost un jurnalist și om politic italian.
La vârsta de 17 ani, Spinelli s-a înscris în Partidul Comunist.
La sfârșitul războiului, a întemeiat în Italia - Mișcarea Federalistă.
A fost consilier al altor personalități federaliste europene ca: Alcide de Gasperi, Paul-Henri Spaak și Jean Monnet.
Jurist de profesie a promovat toata viata construcția unei Europe Federale în care Statele Naționale vor dispărea.
Ca membru al Comisiei Europene, a fost responsabil cu domeniul politicii interne, în perioada 1970-1976.
Timp de trei ani a fost deputat din partea Partidului Comunist Italian, înainte de a fi ales membru al Parlamentului European, în 1979.
A fost unul dintre primii care au conceput și promovat ideile federalizării europene, redactând pe această temă, în 1941,  „Manifestul Ventotene”. Manifestul a circulat în rândul membrilor Rezistenței Italiene și a fost adoptat ca program al Mișcării Federaliste Europa, fondată de Altiero în 1943.
Din 1976 până în 1986, Altiero Spinelli a fost membru al Parlamentului European, calitate în carea promovat intens elaborarea unui proiect de tratat care să înființeze Uniunea Europeană. Proiectul a fost aprobat cu largă majoritate în Parlamentul European, însă a fost blocat de guvernele naționale, care au realizat în 1985 Actul Unic European, document mai puțin ambițios.
Ca omagiu pentru contribuția sa la fondarea Uniunii Europene, bustul său a fost inclus printre cele 12 busturi de oameni politici reunite în Monumentul părinților fondatori ai Uniunii Europene, inaugurat la București, la 9 mai 2006, de Ziua Europei, pe Insula Trandafirilor din Parcul Herăstrau.
Din păcate, bustul are plăcuța de identificare inscripționată greșit, fără ca reprezentanții Primăriei Capitalei să sesizeze acest lucru în doi ani și jumătate de la inaugurarea monumentului. Concret, sculptorul Ionel Stoicescu, angajat de municipalitate sa realizeze ansamblul monumental, l-a botezat "Alterio" pe omul politic italian Altiero Spinelli.